# Puycornet
Puycornet é uma comuna francesa na região administrativa de Occitânia, no departamento de Tarn-et-Garonne. Estende-se por uma área de 27,46 km². Em 2010 a comuna tinha 744 habitantes (densidade: 27,1 hab./km²).